# Benjamin Gray
Benjamin Gray (* um 1676; † 1764) war ein englischer Uhrenmacher.
1704 heiratete er Maria Risdon, mit der er sechs Söhne und die Tochter Maria hatte, die später Justin Vulliamy heiratete.
Er arbeitete zunächst bei St. Martin-in-the-Fields am Trafalgar Square. Bei seinem Aufstieg zog er zu St. James. 1742 wurde er königlicher Hofuhrmacher von Georg II. 1743 ging er eine Partnerschaft mit Justin Vulliamy (1712–1797) ein, der später auch seine Tochter heiratete. 1752 zog Gray in die Pall Mall.
Nach seinen Aufzeichnungen hat er zwischen 1704 und 1726 160 Kleinuhren und nur 17 Großuhren gebaut.